# Alabama Moon (film)
Pour plus de détails, voir Fiche technique et Distribution.
Alabama Moon est un film américain initiatique réalisé par Tim McCanlies (en), sorti le 27 septembre 2009. Il est adapté du roman en anglais du même nom écrit par Watt Key (en) en 2006. La trame se déroule dans les forêts de l'Alabama.

## Synopsis
Moon Blake est un jeune garçon de 12 ans ayant vécu toute sa vie dans les forêts en autarcie avec son père. La mort accidentelle de son père va l'obliger à se rapprocher de la civilisation, il finit par être capturé par la police et enfermé dans un orphelinat.Très débrouillard et malin, il s'évade peu de temps après, entraînant avec lui la totalité des enfants, mais seuls deux l'accompagnent dans la forêt, les autres se rendant compte de la difficulté à vivre en sauvages.
Les trois enfants échappent aux recherches de la police et survivent de chasse et de pêche grâce aux compétences de Moon. Malheureusement un des fuyards décide de partir à la recherche de son père et le plus jeune tombe malade, ce qui oblige Moon à le déposer au bord d'une route. Quand, quelques jours plus tard, il viendra à l'hôpital pour voir son ami, il sera repris par la police, mais ses aventures ne sont pas terminées...

## Fiche technique
- Titre original : Alabama Moon
- Réalisation : Tim McCanlies (en)
- Scénario : Watt Key (en), James Whittaker
- Production : Lee Faulkner, Kenny McLean (Faulkner-McLean Entertainment)
- Musique : Ludek Drizhal
- Photographie : Jimmy Lindsey
- Décors : Alice Baker (en), Michael E. Johnson
- Costumes : Dana Embree
- Sociétés de production : Myriad Pictures (en)
- Budget : Inconnu
- Box Office : 47 305 $
- Pays d’origine :  États-Unis
- Langue originale : anglais
- Genre : Initiatique
- Durée : 98 minutes
- Dates de sortie : 
  - 27 septembre 2009

## Distribution
- Jimmy Bennett : Moon Blake
- John Goodman : M. Wellington
- Uriah Shelton : Kit
- Gabriel Basso : Hal Mitchell
- Clint Howard : Constable Davy Sanders
- J. D. Evermore : Oliver Blake
- Elizabeth Jackson : Rachael Gene
- Michael P. Sullivan : M. Gene
- Walter Breaux : M. Carter
- John McConnell : M. Mitchell
- Peter Gabb : M. Albroscotto
- Mark Adam Miller : Mike Blake
- Colin Ford : Moon Blake (narration)

## Distinctions
Alabama Moon reçoit le sceau Family Approved de la Dove Foundation (en) en 2010.